# Vrystaatse Volkslied
Das Vrystaatse Volkslied war die Nationalhymne der unabhängigen Burenrepublik Oranje-Freistaat während der Zeitdauer ihres Bestehens von 1854 bis 1902.
Der Text auf Niederländisch lautet:
Heft, Burgers, 't lied der vrijheid aan
En zingt ons eigen volksbestaan!
Van vreemde banden vrij,
Bekleedt ons klein gemenebest,
Op orde, wet en recht gevest,
Rang in der Staten rij.
Rang in der Staten rij.
Al heeft ons land een klein begin,
Wij gaan met moed de toekomst in,
Het oog op God gericht,
Die niet beschaamt wie op Hem bouwt,
Op Hem als op een burcht vertrouwt,
Die voor geen stormen zwicht.
Die voor geen stormen zwicht.
Zie in gena' en liefde neer
Op onze President, o Heer!
Wees Gij zijn toeverlaat!
De taak, die op zijn schouders rust,
Vervulle hij met trouw en lust
Tot heil van volk en staat!
Tot heil van volk en staat!
Bescherm, o God, de Raad van't land,
Geleid hem aan Uw vaderhand,
Verlicht hem van omhoog,
Opdat zijn werk geheiligd zij
En vaderland en burgerij
Ten zegen strekken moog'!
Ten zegen strekken moog'!
Heil, driewerf heil de dierb're Staat,
het Volk, de President, de Raad!
Ja, bloei' naar ons gezang
De Vrijstaat en zijn burgerij,
In deugden groot, van smetten vrij,
Nog tal van eeuwen lang!
Nog tal van eeuwen lang!

Die englische  Übersetzung lautet:
Raise, citizens, your voice to sing the song of freedom
and sing of our own existence as a people.
Free from foreign bonds,
our small commonwealth
-founded on order, law and justice-
takes up its place
in the row of States
Even though our land has a small beginning,
we step into the future with courage,
our eye fixed on God,
Who does not shame who builds on Him and
trusts in Him as a fortress
that does not yield to any storms
Look down in mercy
on our President, o Lord!
Be Thou his recourse
The task that rests on his shoulders
may he fulfill with loyalty and eagerness
to the benefit of people and state
Protect, o God, the Council of the land
Guide it by your Fatherly Hand
Illuminate it from above
So that its work may be sanctified
and may serve to bless
fatherland and citizenry.
Hail, thrice hail, the beloved Sate,
the People, the President, the Council!
Yes, may flourish at our song
the Freestate and its citizens.
great in virtue, free of stains
for many centuries to come!